# Langes 19. Jahrhundert
Unter dem Langen 19. Jahrhundert versteht man nach Eric Hobsbawms gleichnamigem, im Original 1962–1987 erschienenen dreibändigen Werk die historische Entwicklung von 1789 bis 1914. Durch die Französische Revolution 1789 hatte das Bürgertum die Vorherrschaft des Adels gebrochen. Das Ende des langen 19. Jahrhunderts ergibt sich durch die politischen Umbrüche in Folge des Ersten Weltkriegs, die sich in einer Demokratisierung oder Popularisierung niederschlugen. Hobsbawm verwendete den Begriff nicht als Buchtitel, erwähnte aber 1987, dass er in seiner dreibändigen Arbeit über diesen Zeitraum „jenes lange 19. Jahrhundert‘“ behandelt habe. In einer posthumen Neuausgabe wurde der Begriff 2017 zum Titel der Trilogie gemacht.
Analog dazu wird auch die Epoche von 1914 bis 1989 als Einheit aufgefasst und als Kurzes 20. Jahrhundert bezeichnet. Getrennt werden diese beiden Jahrhunderte durch die sogenannte Urkatastrophe des 20. Jahrhunderts – den Ersten Weltkrieg.

## Gliederung
Zeitlich lässt sich das Lange 19. Jahrhundert etwa in drei große Phasen gliedern: Die Ära von Revolutionszeit und der Koalitionskriege, die Ära der Pentarchie und die Ära des Hochimperialismus.

### 1789–1815: Revolutionszeit und Koalitionskriege
In der Ära von Revolutionszeit und der Koalitionskriege ging es um eine universalistische, mindestens europäische – wenn nicht weltweite – Durchsetzung der Ideale von Aufklärung und Revolution. In dieser frühen Phase war auch der hier entstehende Nationenbegriff noch universalistisch im Sinne eines aufgeklärten, prinzipiell territorial unbegrenzten Staates gefasst. Der bestimmende Gegensatz dieser Ära manifestierte sich innenpolitisch als Kampf eines aufgeklärten, revolutionären und profranzösischen Bürgertums gegen die politische Vorherrschaft des Adels, und außenpolitisch als eine Reihe wechselnder, monarchistisch-reaktionärer Allianzen (s. Pillnitzer Deklaration) gegen das revolutionäre Frankreich, dessen Revolutionsexport die weiterhin monarchistisch regierten Länder fürchteten.

### 1815–1871: Ära der Pentarchie
In der Ära der Pentarchie bestand ein annäherndes außenpolitisches Gleichgewicht von fünf europäischen Großmächten (1815–1871), dem eine zunehmende, die europäische Geschichte lange Zeit prägende innenpolitische Ungleichzeitigkeit durch wachsende innenpolitische soziale Spannungen zwischen Arm und Reich aufgrund ab 1815 restaurierter politischer Herrschaft des Adels und der anbrechenden Industrialisierung gegenüberstand. In der Tradition an sich entpolitisierender deutscher Innerlichkeit seit den verlorenen Bauernkriegen, sowie aufgrund der ablehnenden Reaktion auf den vormaligen Universalismus von Aufklärung, Revolution und Franzosenzeit manifestierte sich diese Ungleichzeitigkeit in einer zunehmenden ideologischen Regression in Form einer Verdrängung des Universalismus zugunsten eines zunehmend ethnisch-kulturalistisch interpretierten Nationalismus, sodass Demokratie zunehmend mit Forderungen nach eigenen, nun zunehmend ethnisch und kulturalistisch begründeten Nationalstaaten gleichgesetzt wurde, und einer Verengung des aufgeklärten Vernunftbegriffs auf technokratische, oft rein naturwissenschaftliche Herrschaftspraktiken (s. dazu neben Bloch als Urheber des Ungleichzeitigkeitsbegriffs u. a. auch Die deutsche Ideologie, instrumentelle Vernunft, Dialektik der Aufklärung, sowie Jargon der Eigentlichkeit).
Folglich prägte der politische Gegensatz zwischen adeliger Restauration (s. Metternichsches System, Karlsbader Beschlüsse und Deutscher Bund) und Reaktion auf der einen Seite und bürgerlich-nationalliberalen Strömungen auf der anderen die Ära der Pentarchie. Besonders stark ausgeprägt war und blieb die auf lange Zeit ganz Europa prägende Ungleichzeitigkeit dabei in den späteren Mittelmächten Deutschland und Österreich-Ungarn in Form des sog. Deutschen Sonderwegs aufgrund der gegenüber vor allem den westeuropäischen Staaten England und Frankreich mangelnden Demokratisierung bei gleichzeitig hohem Stand von Bildung, Naturwissenschaft und Technik.
Weiter verschärft wurde die rassistische, nationalistische, kapitalistische und zunehmend sozialdarwinistische Verzerrung der Ideale von Aufklärung und Revolution durch die politische Niederlage der nationalliberalen Revolutionäre in den nationalliberalen Revolutionen von 1848 bei gleichzeitig zunehmender Durchsetzung der ökonomischen Vorstellungen der Nationalliberalen (s. dazu auch Alfred Sohn-Rethels Ökonomie und Klassenstruktur des deutschen Faschismus, Herbert Marcuses Der Kampf gegen den Liberalismus in der totalitären Staatsauffassung, sowie Theodor W. Adornos Versuch über Wagner). Innenpolitisch setzte sich im Deutschen Reich nach 1871 zunächst noch die primär ökonomische Seite der nationalliberalen Strömung in der relativ kurzen Gründerzeit fort, bis es bereits 1873 zum Gründerkrach kam.

### 1871–1914: Hochimperialismus
Auf die Zerstörung der klassischen Pentarchie durch Gründung des Deutschen Reiches und die Befriedung des die vormalige Ära der Pentarchie prägenden Gegensatzes zwischen Adel und Bürgertum folgte die Ära des Hochimperialismus, in der zunehmende, innenpolitisch-soziale und gegenseitige nationalistische Spannungen in Europa in imperialistische Bestrebungen nach außen umgelenkt wurden, bis sich die innereuropäischen Spannungen schließlich im Ersten Weltkrieg entluden. Die über das Lange 19. Jahrhundert hinweg etablierten völkischen, autoritären und sozialdarwinistischen sog. Ideen von 1914, Augusterlebnis und der Begriff der Volksgemeinschaft richteten sich diametral gegen die aufgeklärten, universalistischen Ideen der Revolution von 1789.
Die Frühphase des Hochimperialismus bis ca. 1880 war zunächst noch wirtschaftspolitisch durch die nationalliberale Strömung geprägt, die zunehmenden internationalen Spannungen traten dann aber vor allem in Folge der konservativen politischen Wende Bismarcks in Form der inneren Reichsgründung deutlicher zutage, die der Reichskanzler wiederum als Reaktion auf Gründerkrach und die folgende lange ökonomische Stagnationsphase schließlich Ende der 70er Jahre einleitete. In der Folge kam es zur deutschen Schutzzollpolitik und es gab keine europäische Großmacht mehr, die nicht zur Ableitung der innereuropäischen Spannungen offen nach einem eigenen, imperialistisch geprägten Kolonialreich strebte.

## Charakteristika
Charakteristisch für diese Epoche ist der Weg in die Moderne, der sich in historistischem Fortschrittsdenken ebenso spiegelt wie in Säkularisierung und Rationalisierung, Nationenbildung und Demokratisierung. Ihre theoretische Grundlage findet sie in der Aufklärung, die nun endgültig politische und gesellschaftliche Gestalt annahm. Das 19. Jahrhundert ruht auf den tragenden Eckpfeilern der Industrialisierung, des demografischen Wandels (Auswanderung, Binnenwanderung und Verstädterung sind Massenphänomene), der Durchsetzung des nationalstaatlichen Prinzips sowie der Verbürgerlichung der Gesellschaft. Wissenschaft und Bildung gewannen an Geltung und wurden breiteren Schichten zugänglich.
Für die außereuropäische Welt bedeutend war vor allem die Unterwerfung, Kolonialisierung und teilweise auch Besiedlung großer Teile Afrikas, Asiens und Australiens durch die europäischen Großmächte, vor allem in der Phase des Imperialismus 1885–1914, während in Amerika meist von europäischstämmigen Eliten geprägte neue Republiken entstanden.

## Deutsche Ausgabe
- Das lange 19. Jahrhundert, Konrad Theiss Verlag, Darmstadt, ISBN 978-3-8062-3641-5 (3 Bände).